# Dicranoptycha nox
Dicranoptycha nox är en tvåvingeart som beskrevs av Alexander 1960. Dicranoptycha nox ingår i släktet Dicranoptycha och familjen småharkrankar.
Artens utbredningsområde är Madagaskar. Inga underarter finns listade i Catalogue of Life.